# Darcin
Darcin ist der neue Name für das MUP24 (major urinary protein 24), ein Protein der Lipocalin-Familie in Nagetieren, von dem gezeigt wurde, dass es nicht nur das als Pheromon-aktive (S)-2-sec-Butyl-4,5-Dihydro-Thiazole (SBT) bindet, sondern das selbst als Pheromon wirksam ist.
Darcin wird in der Leber gebildet, durch die Niere in den Urin gefiltert und nicht rückresorbiert. In Wildmäusen haben nur die Männchen Darcin, bei domestizierten und ingezüchteten C57Bl/6-Mäusen wurde Darcin auch im weiblichen Urin gefunden.
Der MUP-Genlocus zeigt bei Mäusen und Ratten 21 bzw. 9 Gene, bei Pferden 3 und bei Lemuren 2 Gene, bei weiteren Arten: Orang-Utan, Schimpanse, Makaken, Hunden oder Schweinen 1 Gen und beim Menschen nur ein Pseudogen. Daher kann ein Darcin beim Menschen ausgeschlossen werden.